# ノートルダム慈善信心協会の設立を記念する版画に付した詩
『ノートルダム慈善信心協会の設立を記念する版画に付した詩』（仏語原題：  La Confrérie de l'esclavage de Notre-Dame de la Charité  ）は、モリエールによる詩。1665年制作か。

## 内容
| フランス語原文                                       | 日本語訳                                                                       |
| ---------------------------------------------------- | ------------------------------------------------------------------------------ |
| Brisez les tristes fers du honteux esclavage         | 恐ろしい悪行へとあなたを駆り立てる                                             |
| Où vous tient du péché le commerce odieux,           | 屈辱的な隷属の鎖を引きちぎってしまいなさい。                                   |
| Et venez recevoir le glorieux servage                | そのかわりに、栄光の隷属下に入るべく、                                         |
| Que vous tendent les mains de la Reine des Cieux.    | 神々の女王が差し伸べる手をとりなさい。                                         |
|                                                      |                                                                                |
|                                                      |                                                                                |
|                                                      |                                                                                |
|                                                      |                                                                                |
|                                                      |                                                                                |
| L'un sur vous à vos sens donne pleine victoire,      | 一方に従えばあなた自身が、完全な勝利を収めることができるでしょう               |
| L'autre sur vos désirs vous fait régner en rois;     | 他方に従えばまるで王様のように、自身の欲望を思い通りに支配できます;            |
| L'un vous tire aux Enfers et l'autre dans la gloire. | 一方はあなたを地獄へ引きずり込みますが、他方はあなたを栄光へと導きます。       |
| Hélas! peut-on, Mortels, balancer sur ce choix ?     | ああ！生命に限りある者たちよ、どちらを選択するかためらうことがあるでしょうか？ |

## 成立過程
慈善信心教会は、1665年にアレクサンデル7世によって設立された。フランソワ・ショヴォーはその設立を記念する版画の制作を任され、それに付する詩をモリエールに依頼した。
この版画、並びに詩は埋没し、長らくその存在を知られていなかったが、1837年に発見された。

## 日本語訳
- 『ノートルダム慈善信心協会の設立を記念する版画に付した詩』秋山伸子訳、（モリエール全集 第4巻 所収）、臨川書店、2000年、ISBN 4-653-03714-0